# Russell A. Alger
Russell A. Alger (Lafayette Township, 1836. február 27. – Washington, 1907. január 24.) az Amerikai Egyesült Államok szenátora (Michigan, 1902–1907).